# Pimentão
Pimentão (português brasileiro) ou pimento (português europeu) refere-se a um grupo de cultivares da espécie Capsicum annuum, muito utilizado na culinária de todo o mundo. Os vários cultivares produzem frutos com diferentes cores sendo as mais conhecidas o verde, o amarelo e o vermelho. Porém, existem outras variedades bastante exóticas, como o branco, roxo, azulado, preto e laranja. São plantas nativas do México, América Central e do norte da América do Sul. São por vezes agrupados juntamente com outras pimentas pouco pungentes sob a designação de pimentas doces.
Em Portugal, o termo pimentão tanto pode ser sinónimo de pimento, ou seja, a planta ou fruto descrito neste texto, como a especiaria que se produz a partir do fruto, também conhecida como páprica. Há muitas pessoas que fazem uma distinção clara, não associando pimentão ao fruto; no entanto, por exemplo, a 6ª edição do Dicionário da Língua Portuguesa da Porto Editora, nem sequer refere a especiaria na entrada "pimentão".
Devido a beleza de seus frutos, há quem os cultive como plantas ornamentais.
Esta hortaliça é um alimento muito apreciado, sendo rico em vitaminas e sais minerais. Na escala de Scoville, tem valor 0.

## Valor nutricional
- Cada 100 gramas de Pimento verde/Pimentão verde (Capsicum annum) contêm:
  - Calorias - 29kcal
  - Proteínas - 1,3 mg
  - Gorduras - 0,1g
  - Vitamina A - 2000 U.l.
  - Vitamina B1 (Tiamina) - 20 mcg
  - Vitamina B2 (Riboflavina) - 30 mcg
  - Vitamina B5 (Niacina) - 20 mg
  - Vitamina C (Ácido ascórbico) - 126 mg
  - Potássio - 140 mg
  - Sódio - 16 mg
  - Cálcio - 10 mg
  - Fósforo - 25 mg
  - Ferro - 0,5 mg

## Imagens

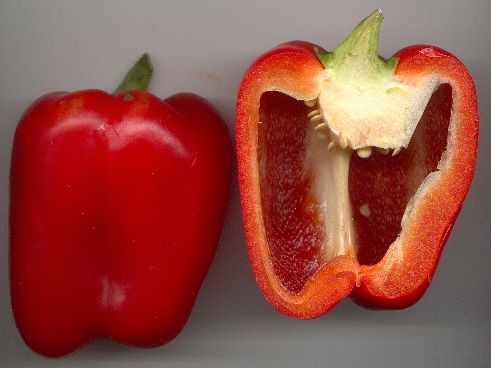
Pimento/Pimentão vermelho.
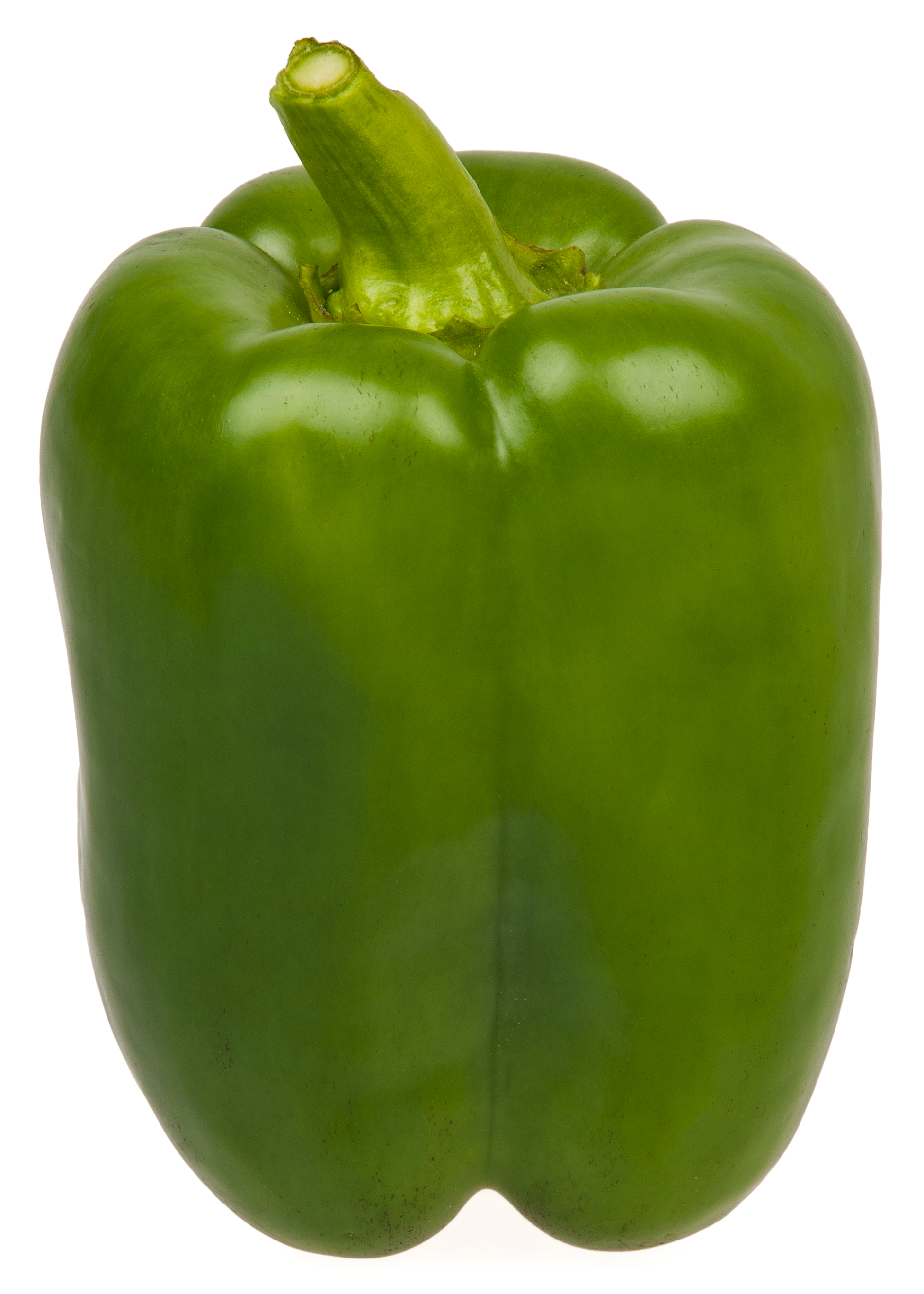
Pimento/Pimentão verde.
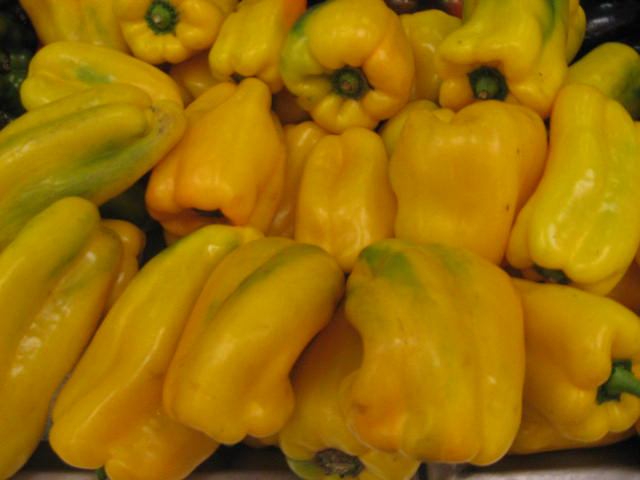
Pimento/Pimentão amarelo.
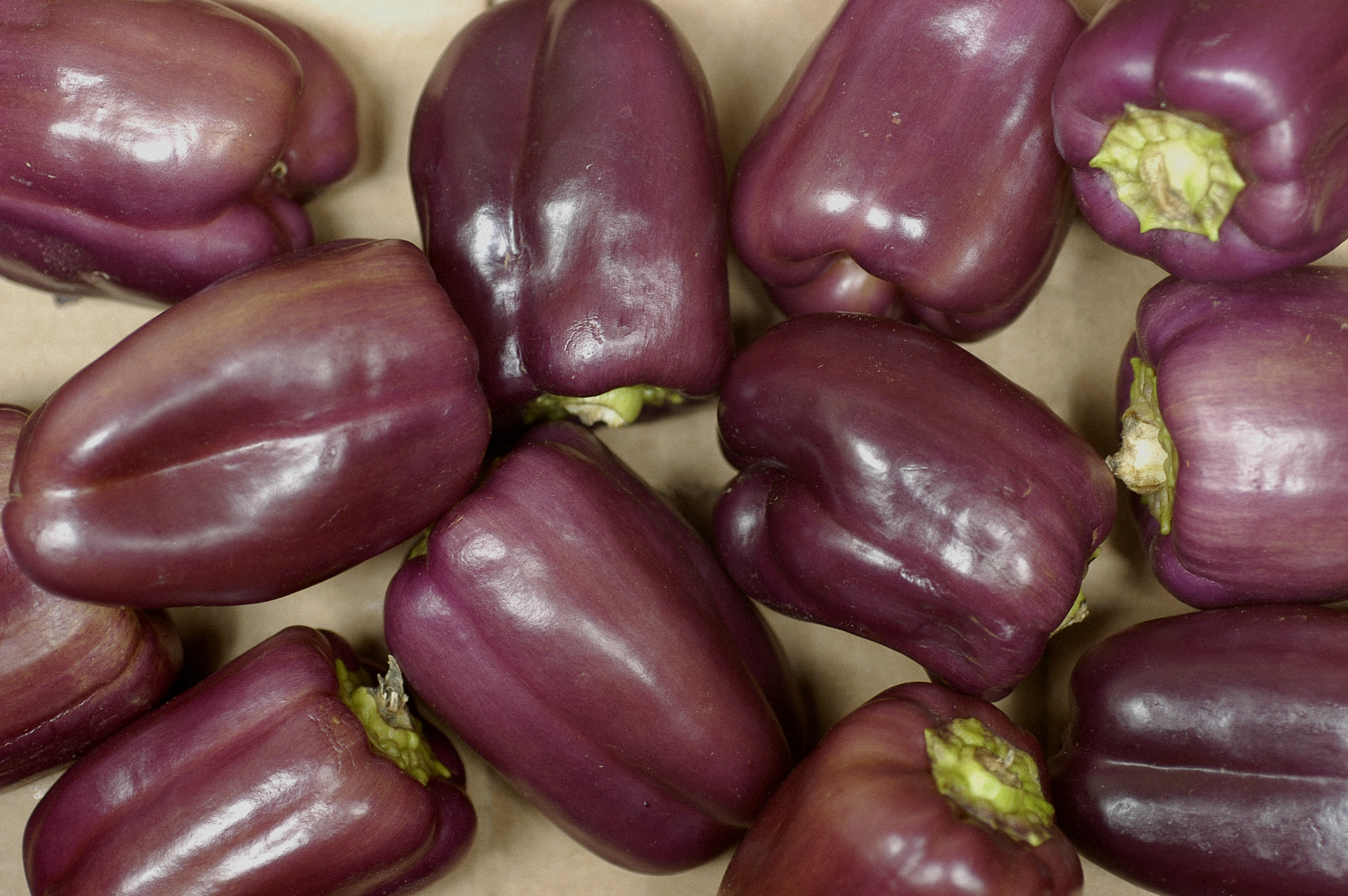
Pimento/Pimentão roxo.